# Adrada de Haza (kommunhuvudort)
Adrada de Haza är en kommunhuvudort i Spanien.   Den ligger i provinsen Provincia de Burgos och regionen Kastilien och Leon, i den centrala delen av landet, 130 km norr om huvudstaden Madrid. Adrada de Haza ligger 830 meter över havet och antalet invånare är 255.
Terrängen runt Adrada de Haza är huvudsakligen platt, men västerut är den kuperad. Runt Adrada de Haza är det mycket glesbefolkat, med 7 invånare per kvadratkilometer. Närmaste större samhälle är Aranda de Duero, 14,0 km nordost om Adrada de Haza. Trakten runt Adrada de Haza består till största delen av jordbruksmark.